# Поплітник амазонійський
Поплі́тник амазонійський (Cantorchilus leucotis) — вид горобцеподібних птахів родини воловоочкових (Troglodytidae). Мешкає в Центральній і Південній Америці. Виділяють низку підвидів.

## Опис
Довжина птаха становить 14-14,5 см, самці важать 18,5-22,8 г, самиці 16-19,5 г. Голова і верхня частина тіла сірувато-коричневі або рудувато-коричневі, махові пера поцятковані охристими або коричневими смужками, хвіст поцяткований темними смужками. Над очима світлі "брови", горло і обличчя білуваті або сірі. Груди охристі, живіт більш коричневий.  Очі темно-карі, дзьоб зверху чорний, знизу білуватий або блакитнувато-тілесний, лапи сірі або сизі. У молодих птахів плями на обличчі менш помітні.

## Підвиди
Виділяють одинадцять підвидів:
- C. l. galbraithii (Lawrence, 1861) — східна Панама і північно-західна Колумбія (північ Чоко і Антіокії);
- C. l. conditus (Bangs, 1903)[5] — острів Коїба і Перлові острови[en] (Панамська затока);
- C. l. leucotis (Lafresnaye, 1845) — північна Колумбія (від річки Сіну[en] до гірського масиву Сьєрра-Невада-де-Санта-Марта);
- C. l. collinus (Wetmore, 1946)[6] — півострів Гуахіра, зокрема гори Серранія-де-Макуїра[en];
- C. l. venezuelanus (Cabanis, 1851)[7] — рівнини північної Колумбії (на схід від Сьєрра-Невади-де-Санта-Марти) і північно-західної Венесуели;
- C. l. zuliensis (Hellmayr, 1934)[8] — північно-східна Колумбія (Норте-де-Сантандер) і західна Венесуела;
- C. l. hypoleucus (Berlepsch & Hartert, E, 1901)[9] — рівнини на півночі центральної Венесуели;
- C. l. bogotensis (Hellmayr, 1901)[10] — рівнини льяносу в Колумбії і Венесуелі;
- C. l. albipectus (Cabanis, 1849)[11] — північно-східна Венесуела, Гвіана і північно-східна Бразилія;
- C. l. peruanus (Hellmayr, 1921)[12] — південь Колумбії, схід Еквадору і Перу, захід Бразильської Амазонії і північний захід Болівії;
- C. l. rufiventris (Sclater, PL, 1870)[13] — центральна Бразилія і крайній схід Парагваю (Каніндею).

## Поширення і екологія
Амазонійські поплітники мешкають в Панамі, Колумбії, Еквадорі, Перу, Болівії, Бразилії, Венесуелі, Гаяні, Французькій Гвіані і Парагваї. Вони живуть в різноманітних природних середовищах, зокрема у вологих тропічних лісах, на узліссях і галявинах, у вторинних заростях, в мангрових і заболочених лісах та на тінистих кавових плантаціях, переважно на висоті до 950 м над рівнем моря. У Венесуелі вони живуть переважно в галерейних лісах у льяносі, в Амазонії вони зустрічаються на узліссях варзейських лісів (тропічних лісів у заплавах Амазонки і її притоків) та на старих річкових островах. Представники підвиду C. l. collinus живуть в сухих чагарникових заростях.
Амазонійські поплітники зустрічаються парами або сімейними зграйками, живляться комахами та іншими безхребетними, яких шукають серед рослинності і ліан на висоті від 0,2 до 5 м над землею. Сезон розмноження в Суринамі триває з січня по вересень, у Венесуелі з січня по червень. Гніздо кулеподібне з бічним входом, будується парою птахів з опалого листя і трави, розміщується на висоті понад 1 м над землею, часто під пальмою. В кладці 2-3 білих, легко поцяткованих коричневими плямками яйця. Насиджують і самиці, і самці. Амазонійські поплітники іноді стають жертвами гніздового паразитизму тахете.